# Związek Futbolu Amerykańskiego w Polsce
Związek Futbolu Amerykańskiego w Polsce (oficjalny skrót ZFAP) – ogólnokrajowy związek, działający na terenie Rzeczypospolitej Polskiej, powołany w celu organizacji, popularyzacji i rozwoju futbolu amerykańskiego w Polsce. ZFAP zrzesza wszystkie polskie kluby: futbolu amerykańskiego mężczyzn, futbolu amerykańskiego kobiet oraz futbolu flagowego. ZFAP jest członkiem międzynarodowej federacji IFAF. Zarządza rozgrywkami Polskiej Futbol Ligi.

## Historia
W 2019 r. zakończył się proces mediacyjny z udziałem Polskiego Komitetu Sportów Nieolimpijskich, powołano Związek Futbolu Amerykańskiego w Polsce. Inauguracyjne walne zebranie członków i wybór władz ZFAP odbyło się w lutym 2020 r. Prezesem został Dawid Biały. W tym samym miesiącu ZFAP przyjęto w poczet członków Polskiego Komitetu Sportów Nieolimpijskich. W lipcu 2020 r. ZFAP został członkiem IFAF. W styczniu 2021 r. ZFAP otrzymał od Ministerstwa Kultury, Dziedzictwa Narodowego i Sportu statut Polskiego Związku Sportowego. 17 kwietnia 2021 wystartowała Polska Futbol Liga organizowana przez ZFAP.

## Cele
- organizacja, popularyzacja i rozwój współzawodnictwa sportowego w sporcie futbolu amerykańskiego w Polsce i za granicą;
- reprezentowanie interesu członków ZFAP w krajowych i zagranicznych organizacjach sportowych;
- podejmowanie działań na rzecz promocji i rozwoju sportu futbolu amerykańskiego;
- reprezentowanie, ochrona praw i interesów oraz koordynacja działań wszystkich jego członków;
- popularyzacja i rozwój kultury fizycznej oraz sportu, wśród dzieci i młodzieży szkolnej, a także młodzieży akademickiej;
- ochrona praw i interesów oraz koordynacja działań wszystkich członków ZFAP;
- promocja i organizacja wolontariatu;
- promocja zdrowia i zdrowego stylu życia zarówno na rzecz swych członków jak i osób trzecich;
- kształtowanie pozytywnych cech charakteru i osobowości poprzez uczestnictwo w realizacji zadań sportowych[1].

## Link zewnętrzny
- Oficjalna strona internetowa